# Imerio Massignan
Imerio Massignan (* 2. Januar 1937 in Altavilla Vicentina; † 3. Mai 2024 in Novi Ligure) war ein italienischer Radrennfahrer.

## Sportliche Laufbahn
Imerio Massignan war von 1959 bis 1970 Berufssportler und profilierte sich in diesen Jahren vor allem als exzellenter Kletterer. Schon in seinem ersten Profijahr wurde er Zweiter der Bergwertung des Giro d’Italia sowie Fünfter in der Gesamtwertung.  Insgesamt startete er zehnmal beim Giro, den er fünfmal unter den ersten Zehn beendete: 1960 belegte er Rang vier, 1962 Rang zwei, 1963 Rang sieben und 1965 Rang neun. 1960 wurde er nochmals  Zweiter der Bergwertung und 1961 Dritter.
Dreimal startete Massignan bei der Tour de France: 1960 sowie 1961 gewann er das Gepunktete Trikot der Bergwertung. 1960 wurde er zudem Zehnter, 1961 Vierter der Gesamtwertung und gewann die 16. Etappe. 1962 wurde er Siebter der Gesamtwertung und Zweiter der Bergwertung, hinter Federico Bahamontes. Im selben Jahr belegte er bei der Lombardei-Rundfahrt Platz zwei. Bei den UCI-Straßen-Weltmeisterschaften 1960 auf dem Sachsenring belegte er Platz vier, im Jahr darauf, bei der WM in Bern, wurde er Vierzehnter. In seiner gesamten Laufbahn als Profi gelangen ihm vier Siege.
1963 erkrankte Imerio Massignan an einer Nephritis, die dazu führte, dass er 1964 längere Zeit pausieren musste und seine Leistungen ab 1966 nachließen, nachdem er 1965 den Giro noch als Neunter der Gesamtwertung abschließen konnte.